# Pere Raimon II de Rabastens
Pere Raimon II de Rabastens co-senyor de Rabastens
Fill de Pelfort II de Rabastens